# Sansevieria bagamoyensis
Sansevieria bagamoyensis är en sparrisväxtart som beskrevs av Nicholas Edward Brown. Sansevieria bagamoyensis ingår i släktet bajonettliljor, och familjen sparrisväxter. Inga underarter finns listade i Catalogue of Life.